# NinNinDays
《NinNinDays》是由qureate開發的戀愛冒險遊戲系列，遊戲先後於任天堂Switch和Steam等平台上發佈。首部曲《NinNinDays》故事講述飛特族男主角和忍者堇的同居生活，續作《NinNinDays2》講述另一個男主角和桔梗與鈴蘭的同居生活。

## 遊戲內容
《NinNinDays》採取視覺小說的遊玩方式，玩家扮演飛特族男主角在偶然間救下來東京修行的堇，兩人以此契機展開同居生活。玩家遊玩時需要閱覽屏幕上所顯示的文本以了解故事情節和人物之間的對話，這些文字會與人物的立繪和背景一同出现，用以表示對話的對象。角色立繪使用了E-mote技術，會隨著對話進行作出相應的表情和動作。在部分場景中會遇見代替背景和人物立繪的電腦圖像。遊戲中會在預設的段落中出現行為選項供玩家選擇，下一段文本在做出選擇前並不能夠顯示。玩家的選擇會影響堇的好感度，好感度的高低會決定玩家進入哪一個結局。
續作《NinNinDays》沿襲前作玩法，玩家扮演在便利店打工的男主角，在一次值班期間遇到身無分文的鈴蘭和桔梗，三人以此契機展開同居生活。

## 登場角色
堇
第一部女主角，忍者村的頭目女兒，為了完成忍者修行前往東京，在餓暈時獲得主人公幫助，之後為了報恩與主人公同居。
鈴蘭
第二部女主角，中二病性格，與桔梗一起到東京執行任務。
桔梗（聲：野原裕香）
第二部女主角，和鈴蘭同一個村莊出身，比鈴蘭更有常識，同時有點天然呆。

## 開發及發行
《NinNinDays》及續作均由遊戲製作人臼田裕次郎主導遊戲開發，角色設定由負責，劇本由鹿島夏紀負責，遊戲使用了E-mote技術製作角色立繪，遊戲支持英文、日文、繁體中文和簡體中文。遊戲的任天堂Switch版和Steam電腦版均為全年齡，電腦版可以通過安裝补丁增加色情場景。
2019年7月12日，qureate發佈《NinNinDays》宣傳視頻，並預告遊戲在夏季發佈，同年8月10日遊戲正式登陸Steam，堇擔任該作女主角，2020年2月27日，qureate表示遊戲將於3月12日移植到任天堂Switch平台上，即日起可以進行預購。2021年10月25日，qureate發佈了遊戲續作《NinNinDays2》的開發專案。同年11月4日，qureate發佈《NinNinDays2》宣傳視頻，並表示遊戲將於11月18日登陸任天堂Switch平台，同日起開放預購。2022年1月21日，續作在Steam上線，桔梗和鈴蘭擔任該作女主角。

## 評價
| 评价                                                                |        |
| ------------------------------------------------------------------- | ------ |
| 评论得分 媒体 得分 Nintendo Life [ 11 ] Digitally Downloaded [ 12 ] |        |
| 评论得分                                                            |        |
| 媒体                                                                | 得分   |
| Nintendo Life                                                       | [ 11 ] |
| Digitally Downloaded                                                | [ 12 ] |

《NinNinDays》在Steam發售後獲得極度好評，作品也獲得一些評論家的肯定，評論員在秋葉原綜研摘文將《NinNinDays》評為2020年值得一玩的成人電腦遊戲。
遊戲的美術獲得遊戲角落、Digitally Downloaded、秋葉原綜研、 4Gamers和Nintendo Life評價一致的好評，Digitally Downloaded主編表示遊戲的美術在一眾視覺小說中稱得上出色，堇的形象設計可謂藝術品。也對女主角堇的設計讚譽有加，角色不僅有可愛的形象和聲線，天真無邪和活潑開朗的性格也遭人喜歡。遊戲角落的評論員癒癒癒則批評角色的忍者設定「不知所云」，在遊戲後期發展中根本不重要。
日本以外的一些評論員指出遊戲的本地化不佳，有一些錯字問題，認為視覺小說的核心就是劇情，他批評開發商沒有重視作品的本地化，英文翻譯存在不少語法錯誤和直譯，這導致角色間的對話很生硬和不自然，大大削弱了遊戲體驗。
此外，評論員皮特·戴維森在Nintendo Life發文將遊戲與《貓娘樂園》作對比，指出遊戲在E-mote技術的使用上有大的提升空間。

## 外部連結
- 官網：第一部、第二部（日語）
- 《NinNinDays》在視覺小說數據庫的頁面（英文）
- 《NinNinDays2》在視覺小說數據庫的頁面（英文）